# جون توماس دوجلاس
جون توماس دوجلاس (بالإنجليزية: John Thomas Douglass)‏ هو ملحن أمريكي، ولد في 1847، وتوفي في 1886.

## وصلات خارجية
- جون توماس دوجلاس على موقع ميوزك برينز (الإنجليزية)